# Esteban Ocon
Esteban José Jean-Pierre Ocon-Khelfane (Évreux, Francuska, 17. rujna 1996.) je francuski vozač Formule 1 za momčad MoneyGram Haas F1 Team Godine 2014. osvojio je naslov prvaka u Europskoj Formuli 3, a 2015. naslov u GP3 seriji. U Formuli 1 se natječe od 2016., a najbolji rezultat mu je pobjeda na Velikoj nagradi Mađarske 2021.

## Formula 1
Prvo iskustvo vožnje bolida Formule 1, Ocon je imao na slobodnom treningu na posljednjoj utrci sezone u Abu Dhabiju 2014. gdje je nastupao za Lotus i odvozio 189 kilometara, a 2015. su uslijedila još dva testa s Force Indijom na kojima je skupio dodatnih 766 km.

### Manor (2016.)
2016.
U Formuli 1 debitirao je 2016. na Velikoj nagradi Belgije za momčad Manor, kada je zamijenio Ria Haryanta. Indonezijac je imao ugovor do polovice sezone, budući da mu je nedostajalo sponzorskog novca. Ostatak nije uspio skupiti, te je zbog toga izgubio svoje trkaće mjesto. S druge strane, u opticaju je bilo nekoliko vozača za drugi dio sezone, među kojima su bili Stoffel Vandoorne i Alexander Rossi, no trkaće mjesto na kraju je pripalo Oconu, Renaultovom rezervnom vozaču i članu Mercedesove škole za mlade vozače. Upravo je ta veza dovela Ocona u Manor, koji je 2016. koristio Mercedesove motore. Na prvim kvalifikacijama u Formuli 1, Ocon je ostvario 18. najbrže vrijeme, što mu je bio najbolji rezultat u sezoni.

### Force India (2017.)
2017.

### Force India / Racing Point (2018.)
2018.

### Renault (2020.)
2020.

### Alpine (2021.)
2021.

### Alpine (2022.)
2022.

## Rezultati
| Sezona | Momčad                     | Šasija            | Motor                           | Utrke | Pobjede | Podiji | Bodovi | Plasman |
| ------ | -------------------------- | ----------------- | ------------------------------- | ----- | ------- | ------ | ------ | ------- |
| 2016.  | Manor Racing MRT           | Manor MRT05       | Mercedes PU106C Hybrid 1.6 V6 t | 9     | 0       | 0      | 0      | 23.     |
| 2017.  | Sahara Force India F1 Team | Force India VJM10 | Mercedes M08 EQ Power+ 1.6 V6 t | 20    | 0       | 0      | 87     | 8.      |

## Vanjske poveznice
- Esteban Ocon - Driver Databse
- Esteban Ocon - Stats F1